# Hosejn Kananizadegan
Mohammad Hossein Kanaani Zadegan (ur. 23 marca 1994 w Abadanie) – irański piłkarz grający na pozycji obrońcy w Persepolis FC i reprezentacji Iranu.

## Kariera
Hosejn Kananizadegan jest wychowankiem Persepolis FC. Z powodu małej ilości występów lata 2014–2016 spędził na wypożyczeniu w Malawan Bandar-e Anzali. Następnie grał w następujących irańskich klubach: Esteghlal Teheran, Saipa Karadż i Maszin Sazi Tebriz. W 2019 roku powrócił do Persepolis, stając się już piłkarzem podstawowego składu.
Zanim zadebiutował w dorosłej reprezentacji Iranu występował w sekcjach: U-17, U-20 i U-23. W kadrze A zadebiutował 11 czerwca 2015 roku w towarzyskim meczu z Uzbekistanem. Pierwszą bramkę zdobył 10 października 2019 roku w starciu z Kambodżą, które Iran wygrał 14:0.